# Plocoglottis striata
Plocoglottis striata är en orkidéart som beskrevs av Johannes Jacobus Smith. Plocoglottis striata ingår i släktet Plocoglottis och familjen orkidéer. Inga underarter finns listade i Catalogue of Life.